# القلعه الصغری
القلعه الصغری (به عربی: القلعة الصغری) یک منطقهٔ مسکونی در تونس است که در استان سوسه واقع شده‌است. القلعه الصغری ۳۴٬۵۴۸ نفر جمعیت دارد.